# New Glarus (Wisconsin)
New Glarus – miasto w Stanach Zjednoczonych, w stanie Wisconsin, w hrabstwie Green.